# Rancissement
 (avril 2009).
Le rancissement des matières grasses est une oxydation des acides gras en acide butyrique et radicaux peroxydes (phénomène de peroxydation des lipides). Les radicaux libres sont très actifs chimiquement et produisent un effet boule de neige en s'attaquant à leur tour aux acides gras.
Le rancissement ne s'observe que chez les graisses insaturées car l'oxydation se fait au niveau des doubles liaisons carbone-carbone. Il est d'autant plus rapide que la matière grasse est exposée à l'oxygène de l'air, à la lumière et à la chaleur.
Le rancissement modifie la qualité organoleptique des aliments. On ajoute souvent des antioxydants à des aliments riches en matières grasses afin de retarder le rancissement.